# Det tredje offret
Det tredje offret (originaltitel Tuntematon ystävä) är en finländsk thrillerfilm från 1978 i regi av Lars G. Thelestam. I huvudrollerna ses Kate O'Mara och Bruno O'Ya.

## Handling
Bruno och Karen är gifta. Tillsammans söker de upp fattiga personer och ordnar en livförsäkring åt dem för stora belopp. De sätter sig själva som förmånstagare och ser därefter till att personerna "faller ut". Karen tvekar inte att hjälpa sin man tills hon blir tillsagd att fånga in en ung student med höga skulder. Hon förälskar sig i mannen och försöker rädda honom undan Bruno. Hon kämpar förgäves och studenten mördas av Bruno. Duons tredje offer är en astmatisk äldre kvinna. Med hjälp av försäkringspengarna reser hon till Marocko på hälsokur och Bruno och Karen följer efter. Polisen har dock börjat misstänka att allt inte är i sin ordning och följer efter paret. När den äldre kvinnan ska mördas ångrar sig Karen i sista stund och skjuter istället sin man.

## Rollista
- Kate O'Mara – Karen
- Bruno O'Ya – Bruno
- Åke Lindman  – Susikoski
- Anne Pohtamo – Harriet
- Risto Mäkelä – Åkerblom
- Jukka-Pekka Palo – Risto
- Nanny Westerlund – Lydia
- Kauko Helovirta	– Dr. Berg
- Pekka Autiovuori – Laine
- Hannu Huuska – herrekiperingsförsäljaren
- Kaarlo Juurela – tjänsteman på pastorsämbetet
- Leila Itkonen – grannfrun
- Martti Kuningas	– lodis
- Heidi Krohn – nattvakten
- Martti Kuisma – taxichauffören
- Lauri Leino – lodis
- Tiia Louste	– resebyråtjänstemannen
- Marita Nordberg – lodis
- Pertti Palo – portiern
- Esa Saario – dataoperatören
- Elvi Saarino – korvförsäljaren
- Ismo Sarjakorpi	– drinkarbrodern
- Seela Sella	– hyrestanten
- Lars Svedberg – försäkringsinspektören
- Leena Uotila – servitrisen
- Saad el Fassi el Halfaoui	– marockansk polis
- Ahmed Soussi – marockansk polis
- Abdeslam Saidi – marockansk polis

## Om filmen
Det tredje offret var Thelestams första långfilm i Finland efter att tidigare ha regisserat Gangsterfilmen (1974) och Hempas bar (1977) i Sverige. Det tredje offret producerades av 
Dennis Livson och Pentti Helanne för bolagen Filmi-Jatta Oy och Television and Film Consultants. Den hade en budget på 2,4 miljoner finska mark och spelades in efter ett manus av  Thelestam, Ismo Sajakorpi och Matti Juhani Karila. Den fotades av Esko Nevalainen och klipptes sedan samman av Keijo Virtanen. Musiken komponerades av Rauno Lehtinen.
Filmen hade premiär den 20 januari 1978 i Finland. Den 4 september 1978 hade den svensk premiär på Sturebiografen i Stockholm.
Nanny Westerlund mottog en Jussi i kategorin Bästa kvinnliga skådespelare för sina insatser i filmen.

## Musik
- "Strangers Can Turn to Lovers", skriven av Rauno Lehtinen, framförd av Kate O'Mara.[2]